# Paus Eugenius II
Eugenius II (Rome, geboortedatum onbekend - sterfplaats onbekend, 27 augustus 827) was de 99e paus. Zijn pontificaat duurde van 8 mei 824 tot 27 augustus 827.
Tijdens zijn uitverkiezing was er onenigheid. De aanwezigheid van Lothar, de zoon van de Frankische koning Lodewijk de Vrome tijdens zijn verkiezing was noodzakelijk om hem van het nodige gezag te voorzien.
Tijdens zijn pontificaat nam Eugenius de nodige maatregelen om kerkelijke discipline te herstellen, ook werden er tijdens zijn pontificaat een aantal wijzigingen in kerkelijke procedures en opleidingen doorgevoerd.
Eugenius II bekommerde zich om armen, weduwen en wezen, hetgeen hem de bijnaam "De vader van de mensen" opleverde.
Cursief: tegenpaus